# Arthur Baker-Clack
Pour les articles homonymes, voir Clack.
Arthur Baker-Clack né 10 janvier 1877 à Booleroo Centre en Australie et mort en 1955 à Folkestone, est un peintre de l'école impressionniste. Il fait partie de la colonie artistique d'Étaples dans le Pas-de-Calais en France à partir de 1910, et vit dans la région après la Première Guerre mondiale.

## Biographie

### Enfance et formation
Arthur Baker-Clack naît le 10 janvier 1877 à Booleroo Centre en Australie.
Il est formé à l'académie d'art de M. James Ashton (en), à Adélaïde et au Way College, Wayville, Australie du Sud (1899–1900).
Il s'est également formé à Londres et à Paris où il arrive en 1906 et entre à l'Académie Julian et avec Rupert Bunny à la colonie artistique d'Étaples.

### Famille
En 1910, il se marie et vit à Étaples avec sa femme Edith, mais leur maison est détruite pendant la Première Guerre mondiale. Après la guerre, ils construisent une résidence à Étaples, « Bendlebi ». Edith est son infirmière pendant une période de maladie. Après la Seconde Guerre mondiale, ils reviennent s'installer chemin d'Autreaux à Trépied où il peint paysages et natures mortes,.

### Carrière
Arthur Baker-Clack est tuteur à la station Conmurra, Kingston (Australie-Méridionale).
Il est journaliste au Registre avant de déménager au Perth Morning Herald couvrant les champs aurifères de l'Australie occidentale. 
Il expose à Paris, Londres, et en Australie et est membre du jury du Salon d'Automne et de la Société Nationale des Beaux-Arts. Il est également président de la Folkestone Art Society.
Entre 1926 et 1928, il voyage dans le sud de la France et en Espagne et déménage définitivement, en 1934, dans le sud de l'Angleterre.
Il meurt en 1955 à Folkestone.

## Œuvres dans les collections publiques
- Étaples, musée Quentovic d'Étaples : Paysage, les maisons aux toits rouges, huile sur toile[10].
- Pas-de-Calais, collection du département :
  - Paysage, ciel bleu, 1918, gouache et fusain sur papier
  - Paysage, ciel rose, 1918, gouache et fusain sur papier[11]

## Œuvres dans les collections particulières

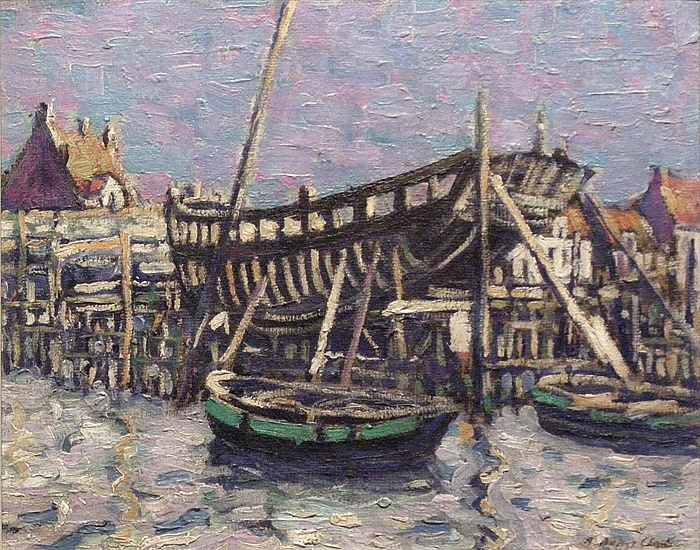
The Boat Yard (1913).

- Inondations à Trépied, huile sur carton, 26 × 33 cm[1]